# Cunninghamella elegans
Cunninghamella elegans är en svampart som beskrevs av Lendn. 1905. Cunninghamella elegans ingår i släktet Cunninghamella och familjen Cunninghamellaceae.   Inga underarter finns listade i Catalogue of Life.